# Флорес, Александр
Александр Флорес (англ. Alexander Flores; род. 9 августа 1990, Роленд Хайтс, Калифорния, США) — американский боксёр-профессионал, мексикано-американского происхождения, выступавший в тяжёлой весовой категории. Бывший чемпион мира среди юниоров по версии WBC.

## Любительская карьера
Александр начал заниматься боксом в возрасте 15 лет, чтобы сбросить вес и улучшить навыки самообороны. Первый любительский бой Флорес провёл в 17 лет. Был победителем турнира «Золотые перчатки» в Южной Калифорнии.

## Профессиональная карьера
Профессиональную карьеру начал в марте 2010 года, победив нокаутом в 2-м раунде соотечественника Антонио Робертсона. В 2011 году одержал победу по очкам над бывшим футболистом Куадтрайном Хиллом. В этом же году Флорес нокаутировал бывшего чемпиона мира среди юниоров Сергея Карпенко.

#### Бой с Джоуи Монтойя
В мае 2012 года встретился с непобеждённым Джоуи Монтойя в 8-раундовом бою. На кону стоял титул чемпиона мира среди юниоров по версии WBC. Угол Монтойя отказался от продолжения поединка по итогам 5-и раундов, в результате чего Флорес одерживает 9-ю победу на профессиональном ринге.

#### Бой с Чарльзом Мартином
В апреле 2014 года Флорес встречается с непобеждённым нокаутёром и будущим чемпионом мира по версии IBF Чарльзом Мартином. На кону стоял титул NABO. На взвешивании перед боем Александр показал 241 фунт (один из самых больших весов в карьере). Это сказалось на подвижности в ринге и, как результат, Флорес проиграл нокаутом в 4-м раунде.

#### Бой с Джозефом Паркером
В декабре 2018 года Александр проводит бой в Новой Зеландии против экс-чемпиона мира по версии WBO Джозефа Паркера. Первые два раунда плотного боя были достаточно равными. В третьей трёхминутке Паркер нанёс удар ниже пояса. Флорес апеллировал к рефери и в этот момент был нокаутирован точным ударом в челюсть. Таким образом, Александр Флорес потерпел второе поражение в профессиональной карьере.

#### Бой с Марио Эредиа
Вернулся на ринг 7 ноября 2019 года в Тусоне (Аризона) в бою с известным мексиканским джорнимэном Марио Эредией (16-7-1, 13 КО). Флорес трижды отправил соперника на землю в третьем, пятом и финишировав в шестом раунде ударом в корпус. 

#### Бой с Луисом Ортисом
7 ноября 2020 года вышел в Лос Анджелесе (Калифорния) на ринг против бывшего претендента на титул WBC Луиса Ортиса (31-2). Бой закончился в первом раунде после того, как Ортис попал предплечьем в правую сторону головы Флореса. Рефери отсчитал и остановил бой. Александр не протестовал, после боя заявив, что травмировал глаз.

#### Бой с Данте Стоуном
4 января 2024 года в Такома (Вашингтон) сразился с малоизвестным 29-летним Данте Стоуном (14-1, 10 КО) и проиграл по очкам: 73—78 дважды, 72—79 побывав в 8-м раунде в нокдауне. 
23 марта 2024 года в Онтэрио (Калифорния) нокаутировал в третьем раунде малоизвестного Жозуэ Варгаса (5-6-2, 2 КО)  

#### Бой с Цотне Рогавой
28 сентября 2024 года в Индастри (Калифорния, США) потерпел поражение по очкам небитому украинскому проспекту Цотне Рогаве (9-0, 7 КО). Несмотря на то, что проиграл из-за пассивности первый раунд и оказался в нокдауне во втором Флорес смог переломить бой и в последующих трех раундах выглядел лучше фаворита. Флорес был активней за счет джеба и не уступал грозному украинцу вблизи. В 6-м раунде Рогава усилил давление и смог забрать концовку боя в свою сторону. Александр закончил бой на ногах и даже выиграл заключительный 10-й раунд, но всё же проиграл по итогам судейских записок: 98—91, 97—93, 99—90.

## Статистика поединков

### Статистика профессиональных боксёрских боёв
В таблице перечислены результаты всех поединков боксёров.
В каждой строке указан результат поединка. Дополнительно номер поединка обозначен цветом, который обозначает итог поединка. Расшифровка обозначений и цветов представлена в нижеследующей таблице.
| Пример | Расшифровка                     |
| ------ | ------------------------------- |
|        | Победа                          |
|        | Ничья                           |
|        | Поражение                       |
|        | Планируемый поединок            |
|        | Поединок признан несостоявшимся |
| КО     | Нокаут                          |
| ТКО    | Технический нокаут              |
| PTS    | Решение судей (по очкам)        |
| UD     | Единогласное решение судей      |
| MD     | Решение большинства судей       |
| SD     | Раздельное решение судей        |
| RTD    | Отказ от продолжения боя        |
| DQ     | Дисквалификация                 |
| NC     | Поединок признан несостоявшимся |

| Рекорд             | Дата            | Соперник                   | Место боя                                        | Раунд, Время     | Комментарии                                                                              |
| ------------------ | --------------- | -------------------------- | ------------------------------------------------ | ---------------- | ---------------------------------------------------------------------------------------- |
| 18-3-1             | 7 ноября 2020   | Луис Ортис (31-2-0-2)      | Microsoft Theater, Лос-Анджелес, Калифорния, США | KO 1 (10), 0:45  |                                                                                          |
| 18-2-1             | 7 ноября 2019   | Марио Эредиа (16-7-1)      | Casino Del Sol, Тусон, Аризона, США              | TKO 6 (10), 1:33 |                                                                                          |
| 17-2-1             | 15 декабря 2018 | Джозеф Паркер (24-2)       | Horncastle Arena, Крайстчерч, Новая Зеландия     | KO 3 (12), 2:51  |                                                                                          |
| 17-1-1             | 2 июня 2018     | Мисаэль Санчес (11-6-5)    | Тихуана, Нижняя Калифорния, Мексика              | TKO 1 (8), 1:49  |                                                                                          |
| 16-1-1             | 23 февраля 2017 | Хорхе Альфредо (14-4-1)    | Тихуана, Нижняя Калифорния, Мексика              | KO 1 (8), 1:37   |                                                                                          |
| Перерыв в 1,3 года |                 |                            |                                                  |                  |                                                                                          |
| 15-1-1             | 7 ноября 2015   | Роман Боркез (3-5-1)       | Тихуана, Нижняя Калифорния, Мексика              | KO 2 (8), 1:58   |                                                                                          |
| 14-1-1             | 16 октября 2014 | Эйвери Гибсон (4-4-2)      | Коста-Меса, Калифорния, США                      | SD (6)           | Счёт судей: 57-57, 56-58, 58-56.                                                         |
| 14-1-0             | 16 апреля 2014  | Чарльз Мартин (15-0-1)     | Санта-Моника, Калифорния, США                    | KO 4 (10), 1:14  | Бой за вакантный титул чемпиона Северной Америки по версии WBO NABO в супертяжёлом весе. |
| 14-0-0             | 5 декабря 2013  | Аррон Лайонс (12-13-1)     | Коста-Меса, Калифорния, США                      | KO 8 (8)         |                                                                                          |
| 13-0-0             | 16 мая 2013     | Кейт Барр (10-2-0)         | Бербанк, Калифорния, США                         | TKO 4 (8)        |                                                                                          |
| 12-0-0             | 28 февраля 2013 | Гарольд Сконьерс (18-26-2) | Коста-Меса, Калифорния, США                      | TKO 1 (8)        |                                                                                          |
| 11-0-0             | 6 декабря 2012  | Мэтт Хикс (13-7-0)         | Коста-Меса, Калифорния, США                      | RTD 1 (6)        |                                                                                          |
| 10-0-0             | 16 августа 2012 | Генри Намауу (10-4-0)      | Коста-Меса, Калифорния, США                      | TKO 8 (8), 1:00  |                                                                                          |

### Статистика боёв в треугольном ринге
В таблице перечислены результаты всех поединков боксёров.
В каждой строке указан результат поединка. Дополнительно номер поединка обозначен цветом, который обозначает итог поединка. Расшифровка обозначений и цветов представлена в нижеследующей таблице.
| Пример | Расшифровка                     |
| ------ | ------------------------------- |
|        | Победа                          |
|        | Ничья                           |
|        | Поражение                       |
|        | Планируемый поединок            |
|        | Поединок признан несостоявшимся |
| КО     | Нокаут                          |
| ТКО    | Технический нокаут              |
| PTS    | Решение судей (по очкам)        |
| UD     | Единогласное решение судей      |
| MD     | Решение большинства судей       |
| SD     | Раздельное решение судей        |
| RTD    | Отказ от продолжения боя        |
| DQ     | Дисквалификация                 |
| NC     | Поединок признан несостоявшимся |

| 1 поединок, 1 победа (0 нокаутом) — 0 поражений | 1 поединок, 1 победа (0 нокаутом) — 0 поражений | 1 поединок, 1 победа (0 нокаутом) — 0 поражений | 1 поединок, 1 победа (0 нокаутом) — 0 поражений | 1 поединок, 1 победа (0 нокаутом) — 0 поражений | 1 поединок, 1 победа (0 нокаутом) — 0 поражений | 1 поединок, 1 победа (0 нокаутом) — 0 поражений | 1 поединок, 1 победа (0 нокаутом) — 0 поражений | 1 поединок, 1 победа (0 нокаутом) — 0 поражений | 1 поединок, 1 победа (0 нокаутом) — 0 поражений |
| Бой                                             | Рекорд                                          | Весовая категория                               | Дата боя                                        | Соперник                                        | Место проведения боя                            | Турнир                                          | Раундов, время                                  | Дополнительно                                   |                                                 |
| ----------------------------------------------- | ----------------------------------------------- | ----------------------------------------------- | ----------------------------------------------- | ----------------------------------------------- | ----------------------------------------------- | ----------------------------------------------- | ----------------------------------------------- | ----------------------------------------------- | ----------------------------------------------- |
| 1                                               | 1(0)-0                                          | Тяжёлая (свыше 90,7 кг)                         | 27 ноября 2021                                  | Мэтт Митрион (Дебют)                            | Globe Life Field, Арлингтон (Техас), США        | Triad Combat                                    | UD 7                                            | Дебют Флореса в треугольном ринге.              |                                                 |